# Raven Riley
Raven Riley (ur. 6 września 1986 w Middletown w stanie Ohio) – amerykańska modelka i aktorka występująca w filmach pornograficznych. Jest pochodzenia włosko-indiańskiego. W marcu 2007 pojawiła się na okładce anglojęzycznego magazynu Front, za 1. pozycję na liście Top 20 Girls of the Web (z ang. "20 czołowych dziewczyn w sieci").

## Życiorys
Urodziła się w Middletown w stanie Ohio, opodal Cincinnati. Uczęszczała do liceum o nazwie Madison High School (1999-2003).
Jest współzałożycielką wytwórni Evil Motion Pictures. W listopadzie 2007 wydano pierwszy film tej firmy - Succubus, w którym obok Liz Vicious, Riley zagrała główna rolę. Film był trzykrotnie nominowany do nagrody AVN Awards i jednokrotnie do 7th Annual XBIZ Award jako film roku.
Ma własną stronę internetową, której dochody w ciągu pierwszych 8 miesięcy istnienia wyniosły ponad milion USD. W ciągu 10 miesięcy, Raven Riley pojawiła się na 1,3 mln stron internetowych. Jest także współwłaścicielką witryny "jaYMan cash".